# Cazilhac (Hérault)
Cazilhac è un comune francese di 1 310 abitanti situato nel dipartimento dell'Hérault nella regione dell'Occitania.

## Società

### Evoluzione demografica
Abitanti censiti